# Bassekou Diabaté
Bassekou Diabaté (Bamako, 15 de abril de 2000) es un futbolista maliense que juega en la demarcación de extremo para el Stabæk Fotball de la Primera División de Noruega.

## Selección nacional
Hizo su debut con la selección de fútbol de Malí el 16 de enero de 2021 en un encuentro del campeonato Africano de Naciones de 2020 contra Burkina Faso que finalizó con un resultado de 1-0 a favor del combinado maliense tras el gol de Siaka Bagayoko.

## Clubes
| Club             | País    | Año       | Partidos | Goles |
| ---------------- | ------- | --------- | -------- | ----- |
| Yeelen Olympique | Mali    | 2020-2021 | 2        | 1     |
| Lechia Gdańsk    | Polonia | 2021-2023 | 46       | 0     |
| FK Jerv          | Noruega | 2023-2024 | 12       | 4     |
| Stabæk Fotball   | Noruega | 2024-     | 14       | 11    |